# Neumático sin aire

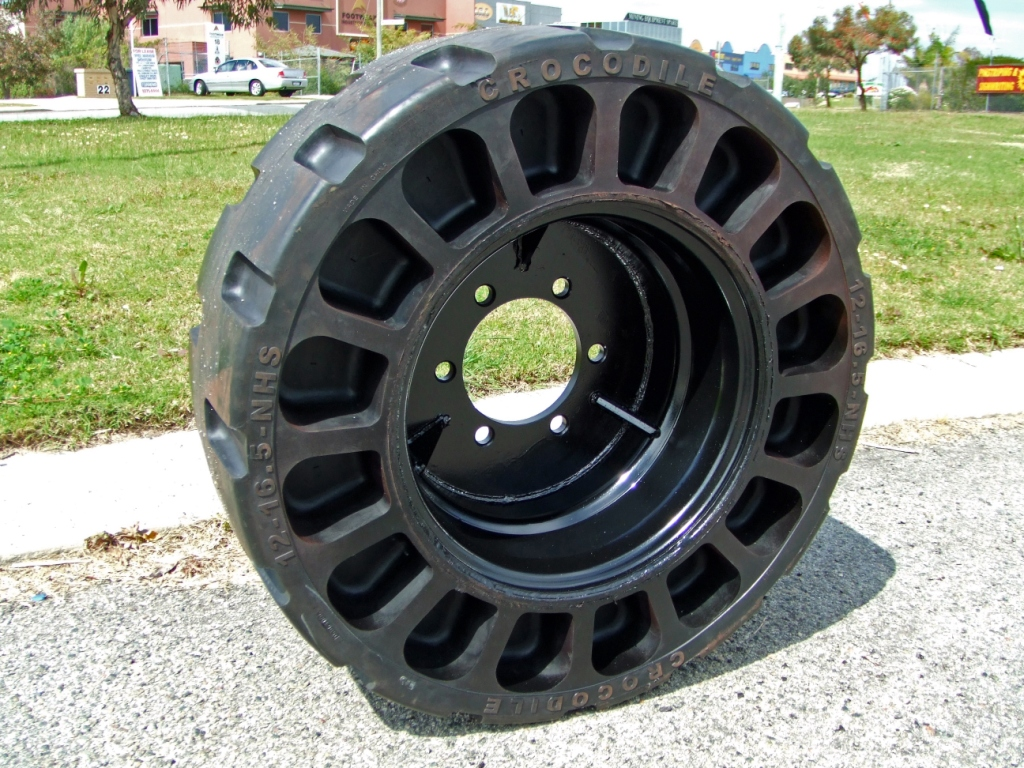
Neumático sin aire.

Los neumáticos sin aire, son neumáticos que no alojan aire comprimido para brindarles soporte estructural. En la primera década del siglo XXI se los utiliza en vehículos pequeños tales como cortadoras de césped y carros motorizados de golf. También se los utiliza en equipos pesados tales como retroexcavadoras, que operan en sitios tales como demoliciones de edificios, donde es probable se produzcan pinchazos. Estos neumáticos están conformados por una espuma de poliuretano de celdas cerradas, y también se usan en bicicletas y sillas de ruedas. La principal ventaja de los neumáticos sin aire es que no se pueden pinchar y desinflarse, pero son mucho menos populares que los neumáticos con aire.
Los neumáticos sin aire por lo general poseen una mayor resistencia al rodamiento y brindan mucha menor suspensión que los neumáticos con aire de tamaños y formas similares. Otros problemas de los neumático sin aire son que se calientan cuando se los utiliza, a causa de procesos de fricción interna en el material del que están construidos. A menudo los neumáticos sin aire están rellenos de polímeros (plástico).
Michelin se encuentra desarrollando un neumático y rueda integrados, concepto denominado "Tweel", que funciona sin aire. Michelin afirma que comparada con neumáticos tradicionales "Tweel" posee una capacidad portante, amortiguación, y características de manejo que son comparables. El grupo de ingeniería del automotor del departamento de ingeniería mecánica de la Universidad de Clemsony se encuentra desarrollando un neumático sin aire de baja capacidad de disipación de energía junto con Michelin en el proyecto NIST ATP.
Resilient Technologies y el Centro de Ingeniería de Polímeros de la Universidad de Wisconsin–Madison se encuentran trabajando en crear un "neumático sin aire", que consiste básicamente en un panal de abejas circular de polímero envuelto con una banda de rodamiento gruesa. La versión inicial del neumático es para un Humvee.
Los neumáticos sin aire de Resilient Technologies han sido probados y utilizados por el Ejército de Estados Unidos.